# Maalhosmadulu du Nord
Maalhosmadulu du Nord est un atoll des Maldives. Ses habitants se répartissent sur 14 des 87 îles qui le composent. Les terres émergées représentent 12,19 km2 sur les 1 179,93 km2 de superficie totale de l'atoll, lagon inclus.

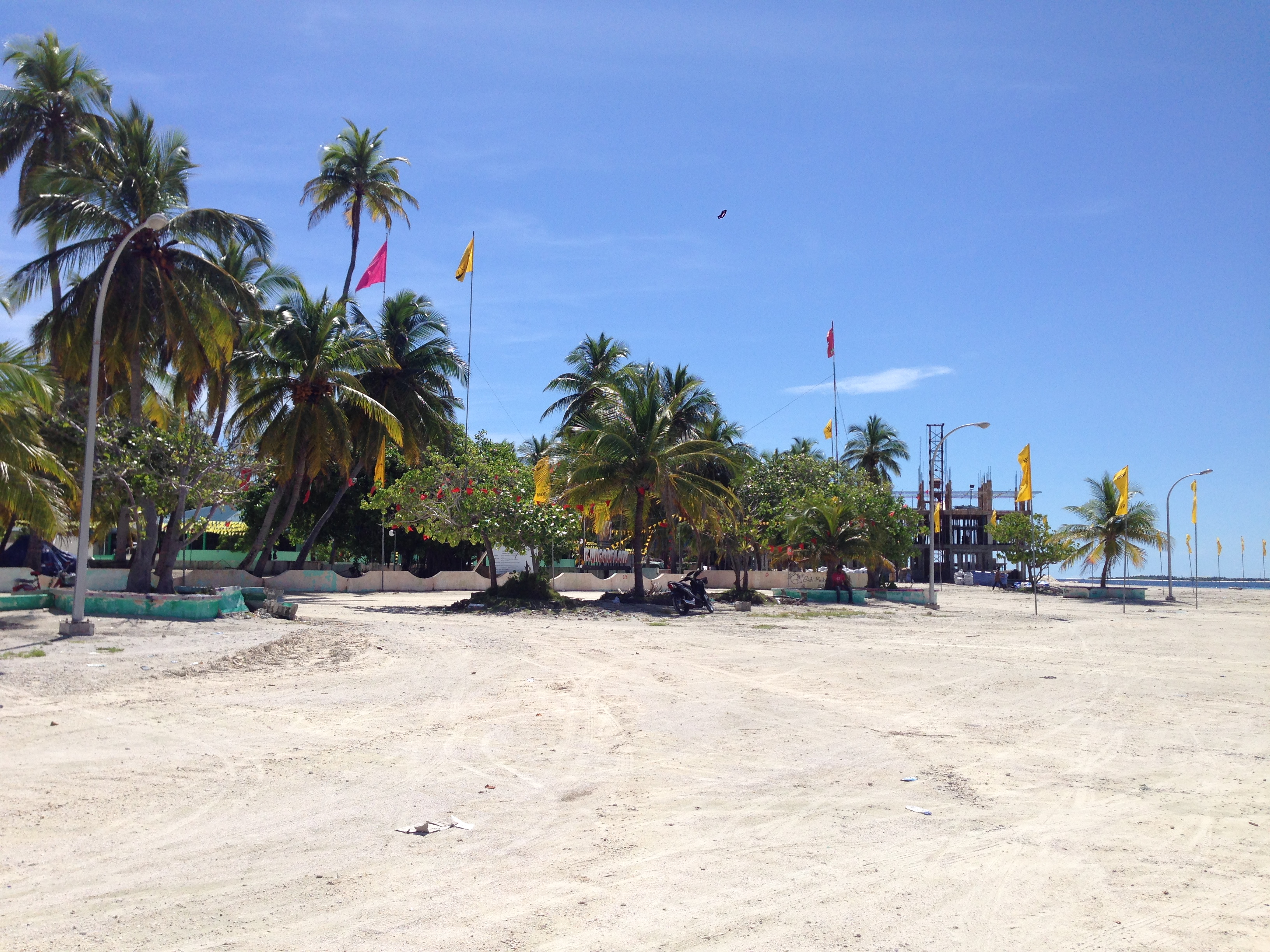
Plage de Maalhosmadulu du Nord sur Ungoofaaru.